# Gabrielle de Bourg
Gabrielle Johanna de Bourg-Wetterlund, född 1990 i Stockholm, är en svensk rollspelkonstruktör och skribent. Hon arbetar sedan 2019 på Sverok.
Gabrielle de Bourg debuterade 2017 som skribent till rollspelsäventyret I skräckfilmens skugga i äventyrssamlingen Våra vänner maskinerna till rollspelet Ur varselklotet från Fria Ligan. Sedan dess har hon skrivit äventyr till spel som Call of Cthulhu, Chock och Nordiska väsen samt att ha skrivit flera artiklar i Fenix. Hon har även skrivit rollspelsäventyr ihop med Gunilla Jonsson och Michael Petersén.
2020 medverkade hon i rollspelsdokumentären Mot andra världar av Jesper Huor för K special.
Hon debuterade med att skriva fiktion med novellen Fredagsmys för Skymningsland i P1 under 2020.
Hon var 2016 med och grundade föreningen Queernördarna, en förening med syfte att lyfta hbtq i spelkulturen till 2019. Hon projektledde och var med och startade upp spelkonventet QueerCon, ett spelkonvent under Stockholm Pride, som startade 2017.
Gabrielle de Bourg har verkat som föreläsare, modererat och flera gånger medverkat i media.
Hon är öppet transkvinna och är aktiv i diskussioner om transpersoner. 2020 anordnade hon ett upprop där över 300 litteraturprofiler visade stöd för transpersoner som publicerades i Dagens Nyheter.

## Verk i urval
- Våra vänner maskinerna och andra mysterier, 2017 (antologi) – Äventyrssamling till rollspelet Ur Varselklotet. De Bourg skrev äventyret "I skräckfilmens skugga".[10]
- En grym hemlighet och andra mysterier, 2020 (antologi) – Mysterier till rollspelet Nordiska väsen. De Bourg skrev titeläventyret "En grym hemlighet".[11]
- En seans i Stockholm, 2020 – Fristående äventyr till rollspelet  Call of Cthulhu Sverige.[12]
- Mardrömmar från Amerika: en lovecraftsk äventyrssamling, 2021 – Samling med äventyr till rollspelet Kutulu.[13]
- Choppa tills du droppar, 2022 – Expansion till rollspelet Skjut dom i huvudet.[14]
- Fakta om rollspel, 2023 – Lättläst faktabok för barn och unga.[15]
- Lund: den förbjudna kunskapens stad, 2024 – Settingbok om Lund till Call of Cthulhu Sverige. Skriven med Michael Petersén och Gunilla Jonsson.[16]